# Parapsyche variyasi
Parapsyche variyasi är en nattsländeart som beskrevs av Schmid 1968. Parapsyche variyasi ingår i släktet Parapsyche och familjen ryssjenattsländor. Inga underarter finns listade i Catalogue of Life.